# Elisabeth Alida Haanen

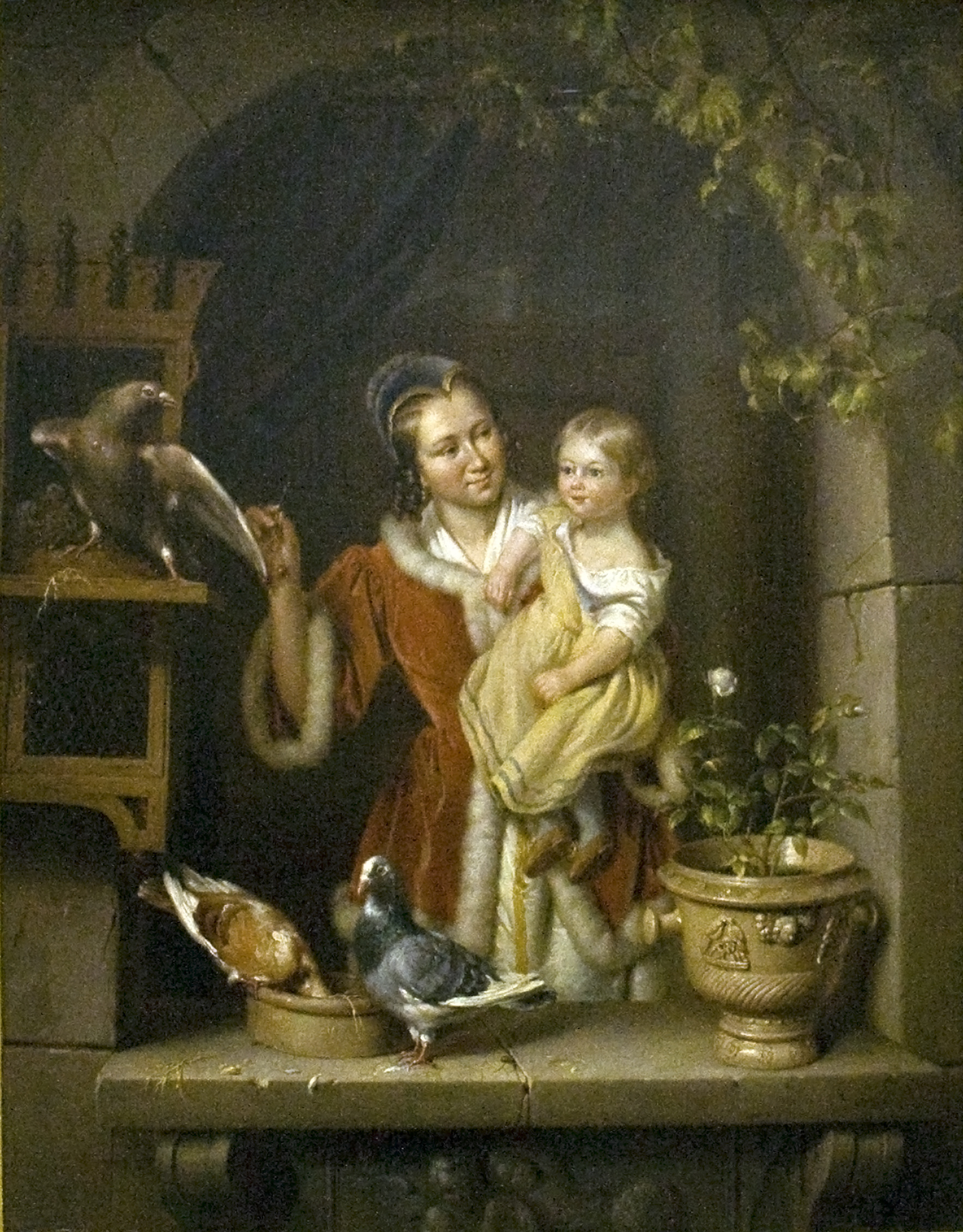
Pidgeons, 1841, col·lecció del Museu Teyler

Elisabeth Alida Haanen (Utrecht, 1809 - Amsterdam, 1845) va ser una pintora neerlandesa. És coneguda pels seus quadres de gènere, com també per ser una artista de papercutting (retalls de paper) que feu un centenar de retrats d'artistes pels volts de 1837.

## Biografia
Elisabeth era filla de Casparis Haanen i germana d'Adriana Johanna Haanen, George Gilles Haanen i Remigius Adrianus Haanen. Es casà amb l'artista Petrus Kiers, convertint-se en la tieta de van Cecil (van) Haanen. Tingué dos fills: George Lourens Kiers i Catharina Isabella Kiers. Va ser membre honorària de la Reial Acadèmia de Belles Arts (Koninklijke Academie voor Beeldende Kunsten) d'Amsterdam des de 1838.